# Conseil départemental
Cet article concerne l'assemblée délibérante d'un département, en tant que collectivité territoriale. Pour la collectivité territoriale, voir Département (collectivité territoriale française). Pour le département, en tant que division géographique de la France, voir Département français.
| Étiquettes politiques des présidents des conseils départementaux après les élections départementales de 2021. - Péyi Guyane - PS - EELV - DVG - PRG - MoDem - Renaissance - Régionalistes - UDI - LR - DVD - Divers |

En France, le conseil départemental est l'assemblée délibérante d'un département, élue au suffrage universel dans le cadre des cantons. Avant le renouvellement des assemblées départementales de 2015, cette instance portait le nom de conseil général.
Il y a, en 2021, 95 conseils départementaux : un pour chaque département, dont Mayotte qui est le plus récent, sauf la Martinique et la Guyane (collectivités uniques) et Paris. Ces conseils sont constitués de 4 058 conseillers. À ces conseils départementaux, il convient d'ajouter le Conseil de Paris (qui cumule les fonctions de conseil municipal et de conseil départemental) et le conseil de la métropole de Lyon (au statut particulier). Les conseils généraux de Martinique et de Guyane ont cessé d'exister le 18 décembre 2015 (date à laquelle ils ont été remplacés par les assemblées de Martinique et de Guyane). Il en a été de même pour les conseils départementaux de Corse du Sud et de Haute-Corse depuis le 1er janvier 2018, date d'entrée en vigueur de la Collectivité de Corse ainsi que pour les conseils départementaux du Bas-Rhin et du Haut-Rhin, remplacés par la collectivité européenne d'Alsace le 1er janvier 2021.

## Histoire
La loi du 22 décembre 1789 prescrit la création dans chaque département d'une assemblée composée de 36 membres élus : le conseil de département. Celui-ci est supprimé par la loi du 14 frimaire an II (4 décembre 1793). Il est rétabli sous le nom de « conseil général de département » par la loi du 28 pluviôse an VIII (17 février 1800). Le nom de « conseil général » est à l'époque également utilisé à d'autres échelons territoriaux : « conseils généraux de commune », « conseils généraux de district ».
À partir de 1800, les conseillers généraux sont les membres du conseil général de département ; ils ne sont pas élus mais nommés par le gouvernement. Après une tentative abandonnée de réforme à la fin de la Restauration, c'est en 1833 que les conseils généraux deviennent à nouveau des corps élus au suffrage censitaire. L'élection au suffrage masculin intégral n'est instituée qu'après la loi du 3 juillet 1848.
Le président de l'assemblée est à l'origine renouvelé chaque année. À partir de la loi du 10 août 1871, le conseil général élit son président lors de chaque renouvellement des conseillers généraux. Sous le régime de Vichy, les conseils généraux sont remplacés par des conseils départementaux dont les membres sont désignés par le gouvernement.
En 1970, Évelyne Baylet est la première femme présidente d'un conseil général (Tarn-et-Garonne).
En 1973 est fondée par Jean Poirot, conseiller général du canton de Corcieux, L'Union des conseillers généraux de France.
Jusqu'à la loi de décentralisation du 2 mars 1982 (dite loi Defferre), le préfet de département était à la fois le représentant de l'État dans le département et l'exécutif départemental, le président du conseil général n'ayant alors comme tâche que la présidence de l'assemblée départementale. Depuis 1982, le président du conseil général est l'organe exécutif du département.
En 2008, une loi oblige tout candidat aux élections cantonales à se présenter avec un candidat suppléant du sexe opposé,. L'objectif est alors de féminiser les conseillers généraux, très majoritairement composés d'hommes. Toutefois, à l'issue des élections de 2008, les hommes représentent toujours 87,7 % des conseillers généraux.
En 2015, les conseils généraux deviennent des conseils départementaux,. Dans le même temps, le renouvellement jusqu'alors triennal devient intégral et le scrutin binominal est introduit. L'obligation à la suite de l'acte III de la décentralisation de 2013 pour les candidats de se présenter au sein d'un binôme femme-homme fait qu'à l'issue des élections de 2015, les conseils départementaux sont composés à 50 % de femmes pour la première fois.

### Conseils d'arrondissement
Les conseils d'arrondissement ont été créés par la loi du 28 pluviôse an VIII (17 février 1800) qui créa les sous-préfectures. Ils ont été réorganisés par la loi du 22 juin 1833, dont l'article 28 veut qu'il y ait un conseiller par canton, et au moins neuf conseillers par arrondissement, même s'il y a moins de neuf cantons. En conséquence, quand un arrondissement comporte moins de neuf cantons, un même canton peut avoir deux conseillers d'arrondissement, voire trois si le nombre de cantons est inférieur à cinq.
Leurs attributions ont été fixées par la loi du 10 mai 1838. Les conseillers sont élus selon le mode prescrit par la loi du 7 juillet 1852. 
Les conseillers d'arrondissement sont élus pour six ans. Ils sont renouvelés par moitié tous les trois ans. Le président, le vice-président et le secrétaire sont élus, pour chaque session, par les membres du conseil. 
Les conseils d'arrondissement se rassemblent deux fois par an, aux époques fixées par le gouvernement. Les présidents et secrétaires sont élus pour chaque session. 
Ces conseils délibèrent sur les réclamations auxquelles donne lieu la fixation du contingent de l'arrondissement dans les contributions directes, et sur les demandes en rédaction formées par les communes : ils répartissent entre elles les contributions et donnent leur avis sur divers objets d'intérêt local.
Les conseils d'arrondissement ont été définitivement supprimés par la loi du 12 octobre 1940, et n'ont jamais été réactivés.
Dans le département de la Seine, les conseils d'arrondissement avaient été mis en sommeil dès 1925.

## Composition
Les conseillers départementaux sont élus au suffrage universel direct pour six ans dans le cadre d'un scrutin majoritaire binominal à deux tours : deux conseillers, une femme et un homme, sont élus ensemble dans chaque canton.

## Fonctionnement

### Président du conseil départemental
Lors de sa première réunion qui suit son renouvellement, le conseil départemental élit son président parmi ses membres. L'élection a lieu à la majorité absolue des membres du conseil aux deux premiers tours de scrutin, à la majorité relative au troisième tour.
Le président est l'organe exécutif du conseil départemental :
- il ordonne les dépenses et impute les recettes ;
- il est chargé de l'administration ;
- il gère le domaine du département et dispose à ce titre de pouvoirs de police ;
- il dispose de prérogatives liées au code de l'action sociale et des familles ;
- il intente des actions en justice au nom du département (avec l'accord du conseil départemental) et défend le département contre les actions intentées contre lui (avec l'accord de la commission permanente) ;
- il peut recevoir certaines délégations du conseil départemental.

### Commission permanente et vice-présidents
Après l'élection du président, le conseil départemental fixe le nombre de membres de la commission permanente (dont fait de droit partie le président) et le nombre de vice-présidents (ce dernier nombre ne peut être supérieur à 30 % de l'effectif du conseil).
Les membres de la commission permanente autre que le président sont élus par le conseil en son sein au scrutin proportionnel de liste, dans le respect de la parité femmes-hommes.
Les vice-présidents font partie de la commission permanente. Ils sont élus par le conseil départemental au scrutin de liste majoritaire. Le président du conseil départemental peut déléguer par arrêté certaines de ses prérogatives à un vice-président.

### Indemnités
Le président du conseil départemental perçoit une indemnité maximale de 5 639,63 € par mois.
Pour les vice-présidents, les membres de la commission permanente et les conseillers départementaux, l'indemnité maximale varie en fonction du nombre d'habitants du département :
- vice-président du conseil départemental : indemnité maximale de conseiller majorée de 40 %.
  - moins de 250 000 habitants : 2 178,06 €
  - de 250 000 à 499 999 habitants : 2 722,58 €
  - de 500 000 à 999 999 habitants : 3 267,09 €
  - de 1 000 000 à 1 249 999 habitants : 3 539,35 €
  - de plus de 1 250 000 habitants : 3 811,61 €
- membre de la commission permanente : indemnité maximale de conseiller majorée de 10 %.
  - moins de 250 000 habitants : 1 711,34 €
  - de 250 000 à 499 999 habitants : 2 139,17 €
  - de 500 000 à 999 999 habitants : 2 567,00 €
  - de 1 000 000 à 1 249 999 habitants : 2 780,92 €
  - de plus de 1 250 000 habitants : 2 994,84 €
- conseiller départemental :
  - moins de 250 000 habitants : 1 555,76 € par mois ;
  - de 250 000 à 499 999 habitants : 1 944,70 € par mois ;
  - de 500 000 à 999 999 habitants : 2 333,64 € par mois ;
  - de 1 000 000 à 1 249 999 habitants : 2 528,11 € par mois ;
  - de plus de 1 250 000 habitants : 2 722,58 € par mois.

## Compétences
Les principales compétences du conseil départemental sont :
- l'aide sociale (forme légale d'assistance) :
  - la protection de l'enfance : dont la protection maternelle et infantile, l'aide sociale à l'enfance et la prévention spécialisée,
  - l'insertion des personnes en difficulté, RSA,
  - l'aide aux personnes handicapées et âgées,
  - la prévention sanitaire,
- la voirie : gestion des routes départementales et routes nationales d'intérêt local, le transport des élèves handicapés ;
- l'éducation : gestion matérielle des collèges ;
- la culture : archives départementales, bibliothèque départementale de prêt, patrimoine architectural et muséal ;
- le développement local : aides aux associations, aux communes ;
- le tourisme.

De plus, le conseil départemental participe au financement des services départementaux d'incendie et de secours (SDIS - sapeurs-pompiers).
La loi du 13 août 2004 relative aux libertés et responsabilités locales a engagé une nouvelle vague de décentralisation. Les conseils généraux se voient à cette occasion attribuer de nouvelles compétences en matière de :
- transport : gestion du réseau routier national transféré en grande partie (devenu réseau routier départemental ou national d'intérêt local), gestion des ports maritimes de pêche et de commerce ;
- action sociale : programmes de santé, utilisation d'un schéma gérontologique, suivi de l'élimination des déchets ménagers ;
- logement : gestion du fonds solidarité pour le logement (FSL) et du fonds d'aide à l'énergie ;
- éducation : recrutement et gestion du personnel TOS (techniques, ouvriers et de services) et restauration scolaire des collèges ;
- culture : transferts de certains domaines patrimoniaux, archives départementales, musées, bibliothèques ; Schémas départementaux des enseignements artistiques.

Depuis la loi NOTRe du 7 août 2015, des compétences du conseil départemental ont été transférées aux régions. À savoir : 
- le développement économique ;
- le transport interurbain. Seule reste au conseil départemental la compétence transport des élèves handicapés.

Est supprimée par cette loi la clause générale de compétence qui permettait au conseil départemental d'intervenir dans tout domaine dès lorsqu'existe un intérêt public local.
Cependant, dans le cadre des compétences partagées, le conseil départemental conserve une compétence en matière de culture, sport, tourisme et éducation populaire. Pour exercer ces compétences partagées, il y a une obligation de créer un guichet unique avec les autres collectivités locales.

### Exemple 1: L'action sociale
L'action sociale est dévolue au conseil départemental et s'appuie sur le code de l'action sociale et des familles. Il s'agit, en France, d'un ensemble de dispositions législatives et règlementaires sur l'action sociale et la famille.
La partie législative de ce code est parue au Journal officiel du 23 décembre 2000, elle remplace l'ancien code de la famille et de l'action sociale, dont la première édition datait de 1938. Ce code « de la famille » règlementait tout ce qui touche à la famille, dont les aides sociales aux personnes.
Le nouveau code, reprend l'essentiel des textes du précédent code, mais les présente dans un ordre différent.
C'est à partir de ce code que sont établies les procédures de mise en place de l'aide sociale en France pour les citoyens. Ce code définit par exemple la protection de l'enfance.

#### Un type d'action sociale: la protection de l'enfance
Parmi les actions sociales, le conseil départemental est chargé de la protection de l'enfance.
Le conseil départemental est responsable de la protection de l'enfance localement. Il est chargé d'apporter un soutien matériel, éducatif et psychologique :
- aux enfants et à leur famille, en butte à des difficultés risquant de mettre en danger la santé, la sécurité, la moralité de ces enfants ou de compromettre gravement leur éducation ou leur développement physique, affectif, intellectuel et social ;
- aux majeurs de moins de 21 ans en butte à des difficultés familiales, sociales et éducatives susceptibles de compromettre gravement leur équilibre[25].

Le conseil départemental réalise à cette fin :
- des actions de prévention ;
- le recueil et le traitement des signalements sur des enfants en danger ou risquant de l'être ;
- l'accueil des enfants confiés par leurs parents ou par le juge des enfants[26].

## Liste des conseils départementaux
Ce tableau liste les conseils départementaux de France, ainsi que les conseils fusionnés dans le cas de collectivité unique.
| Code | Nom                              | Région administrative      |
| ---- | -------------------------------- | -------------------------- |
| 01   | Ain                              | Auvergne-Rhône-Alpes       |
| 02   | Aisne                            | Hauts-de-France            |
| 03   | Allier                           | Auvergne-Rhône-Alpes       |
| 04   | Alpes-de-Haute-Provence          | Provence-Alpes-Côte d'Azur |
| 05   | Hautes-Alpes                     | Provence-Alpes-Côte d'Azur |
| 06   | Alpes-Maritimes                  | Provence-Alpes-Côte d'Azur |
| 07   | Ardèche                          | Auvergne-Rhône-Alpes       |
| 08   | Ardennes                         | Grand Est                  |
| 09   | Ariège                           | Occitanie                  |
| 10   | Aube                             | Grand Est                  |
| 11   | Aude                             | Occitanie                  |
| 12   | Aveyron                          | Occitanie                  |
| 13   | Bouches-du-Rhône                 | Provence-Alpes-Côte d'Azur |
| 14   | Calvados                         | Normandie                  |
| 15   | Cantal                           | Auvergne-Rhône-Alpes       |
| 16   | Charente                         | Nouvelle-Aquitaine         |
| 17   | Charente-Maritime                | Nouvelle-Aquitaine         |
| 18   | Cher                             | Centre-Val de Loire        |
| 19   | Corrèze                          | Nouvelle-Aquitaine         |
| 21   | Côte-d'Or                        | Bourgogne-Franche-Comté    |
| 22   | Côtes-d'Armor                    | Bretagne                   |
| 23   | Creuse                           | Nouvelle-Aquitaine         |
| 24   | Dordogne                         | Nouvelle-Aquitaine         |
| 25   | Doubs                            | Bourgogne-Franche-Comté    |
| 26   | Drôme                            | Auvergne-Rhône-Alpes       |
| 27   | Eure                             | Normandie                  |
| 28   | Eure-et-Loir                     | Centre-Val de Loire        |
| 29   | Finistère                        | Bretagne                   |
| 30   | Gard                             | Occitanie                  |
| 31   | Haute-Garonne                    | Occitanie                  |
| 32   | Gers                             | Occitanie                  |
| 33   | Gironde                          | Nouvelle-Aquitaine         |
| 34   | Hérault                          | Occitanie                  |
| 35   | Ille-et-Vilaine                  | Bretagne                   |
| 36   | Indre                            | Centre-Val de Loire        |
| 37   | Indre-et-Loire                   | Centre-Val de Loire        |
| 38   | Isère                            | Auvergne-Rhône-Alpes       |
| 39   | Jura                             | Bourgogne-Franche-Comté    |
| 40   | Landes                           | Nouvelle-Aquitaine         |
| 41   | Loir-et-Cher                     | Centre-Val de Loire        |
| 42   | Loire                            | Auvergne-Rhône-Alpes       |
| 43   | Haute-Loire                      | Auvergne-Rhône-Alpes       |
| 44   | Loire-Atlantique                 | Pays de la Loire           |
| 45   | Loiret                           | Centre-Val de Loire        |
| 46   | Lot                              | Occitanie                  |
| 47   | Lot-et-Garonne                   | Nouvelle-Aquitaine         |
| 48   | Lozère                           | Occitanie                  |
| 49   | Maine-et-Loire                   | Pays de la Loire           |
| 50   | Manche                           | Normandie                  |
| 51   | Marne                            | Grand Est                  |
| 52   | Haute-Marne                      | Grand Est                  |
| 53   | Mayenne                          | Pays de la Loire           |
| 54   | Meurthe-et-Moselle               | Grand Est                  |
| 55   | Meuse                            | Grand Est                  |
| 56   | Morbihan                         | Bretagne                   |
| 57   | Moselle                          | Grand Est                  |
| 58   | Nièvre                           | Bourgogne-Franche-Comté    |
| 59   | Nord                             | Hauts-de-France            |
| 60   | Oise                             | Hauts-de-France            |
| 61   | Orne                             | Normandie                  |
| 62   | Pas-de-Calais                    | Hauts-de-France            |
| 63   | Puy-de-Dôme                      | Auvergne-Rhône-Alpes       |
| 64   | Pyrénées-Atlantiques             | Nouvelle-Aquitaine         |
| 65   | Hautes-Pyrénées                  | Occitanie                  |
| 66   | Pyrénées-Orientales              | Occitanie                  |
| 6AE  | Collectivité européenne d'Alsace | Grand Est                  |
| 69D  | Rhône                            | Auvergne-Rhône-Alpes       |
| 70   | Haute-Saône                      | Bourgogne-Franche-Comté    |
| 71   | Saône-et-Loire                   | Bourgogne-Franche-Comté    |
| 72   | Sarthe                           | Pays de la Loire           |
| 73   | Savoie                           | Auvergne-Rhône-Alpes       |
| 74   | Haute-Savoie                     | Auvergne-Rhône-Alpes       |
| 76   | Seine-Maritime                   | Normandie                  |
| 77   | Seine-et-Marne                   | Île-de-France              |
| 78   | Yvelines                         | Île-de-France              |
| 79   | Deux-Sèvres                      | Nouvelle-Aquitaine         |
| 80   | Somme                            | Hauts-de-France            |
| 81   | Tarn                             | Occitanie                  |
| 82   | Tarn-et-Garonne                  | Occitanie                  |
| 83   | Var                              | Provence-Alpes-Côte d'Azur |
| 84   | Vaucluse                         | Provence-Alpes-Côte d'Azur |
| 85   | Vendée                           | Pays de la Loire           |
| 86   | Vienne                           | Nouvelle-Aquitaine         |
| 87   | Haute-Vienne                     | Nouvelle-Aquitaine         |
| 88   | Vosges                           | Grand Est                  |
| 89   | Yonne                            | Bourgogne-Franche-Comté    |
| 90   | Territoire de Belfort            | Bourgogne-Franche-Comté    |
| 91   | Essonne                          | Île-de-France              |
| 92   | Hauts-de-Seine                   | Île-de-France              |
| 93   | Seine-Saint-Denis                | Île-de-France              |
| 94   | Val-de-Marne                     | Île-de-France              |
| 95   | Val-d'Oise                       | Île-de-France              |
| 971  | Guadeloupe                       | Guadeloupe                 |
| 974  | La Réunion                       | La Réunion                 |
| 976  | Mayotte                          | Mayotte                    |